# Hopea cagayanensis
Espèce
Synonymes
- Balanocarpus cagayanensis Foxw.[2]

Statut de conservation UICN

 EN B1ab(i,ii,iii)+2ab(i,ii,iii) : En danger
Hopea cagayanensis est une espèce de plantes du genre Hopea de la famille des Dipterocarpaceae.